# Vanity/Nemesis
Vanity/Nemesis (с англ. — «Тщеславие/Возмездие») — четвёртый студийный альбом швейцарской группы Celtic Frost, издан в 1990 году.
Пластинка рассматривается современными критиками как возвращение к корням по сравнению с предыдущим альбомом группы, Cold Lake, хотя в своё время она подверглась резкой критике. Альбом также включает кавер на хит Дэвида Боуи «Heroes». В отличие от своих первых трёх альбомов до эпохи Cold Lake, этот альбом показывает, как группа движется в направлении трэш-метала. Vanity/Nemesis стал последним студийным альбомом Celtic Frost перед распадом группы в 1993 году и до их возвращения с альбомом Monotheist в 2006 году.

## Список композиций
| №   | Название                                  | Длительность |
| --- | ----------------------------------------- | ------------ |
| 1.  | «The Heart Beneath»                       | 3:49         |
| 2.  | «Wine in My Hand (Third from the Sun)»    | 3:26         |
| 3.  | «Wings of Solitude»                       | 4:35         |
| 4.  | «The Name of My Bride»                    | 4:30         |
| 5.  | «This Island Earth» (Bryan Ferry cover)   | 5:49         |
| 6.  | «The Restless Seas»                       | 5:40         |
| 7.  | «Phallic Tantrum»                         | 3:31         |
| 8.  | «A Kiss or a Whisper»                     | 3:04         |
| 9.  | «Vanity»                                  | 4:24         |
| 10. | «Nemesis»                                 | 7:46         |
| 11. | «Heroes» (David Bowie cover*)             | 3:45         |
| 12. | «A Descent to Babylon (Babylon Asleep)**» | 4:26         |

* На первоначальном виниловом выпуске отсутствует
** Бонусная песня переиздания 1999 года

## Участники записи
- Томас Габриэль Фишер — гитара, вокал
- Рон Маркс — гитара
- Кёрт Виктор Брайант — бас-гитара
- Стивен Пристли — ударные